# Sammi Cheng
Sammi Cheng Sau-Man (Hong Kong britânico, 19 de agosto de 1972) é uma cantora de Cantopop em Hong Kong e uma atriz. Tendo muito sucesso com a indústria musical de Hong Kong, Sammi ficou conhecida como diva. Seus álbuns venderam mais de 25 milhões de cópias pela Ásia e ela foi mais notada em 1990, foi conhecida na mídia como "a nova rainha do cantopop". No pique de seus status de celebridade, a fortuna da Sammi era comentada nos jornais locais. Em 2000 estimou-se que ela tinha mais de HK$100 milhões (equivalem a mais ou menos R$25 milhões). Em 2002, Sammi era listada como uma das mais bem pagas em Hong Kong, acompanhando Jackie Chan, o homem mais bem pago da época.